# Zernike-Polynom

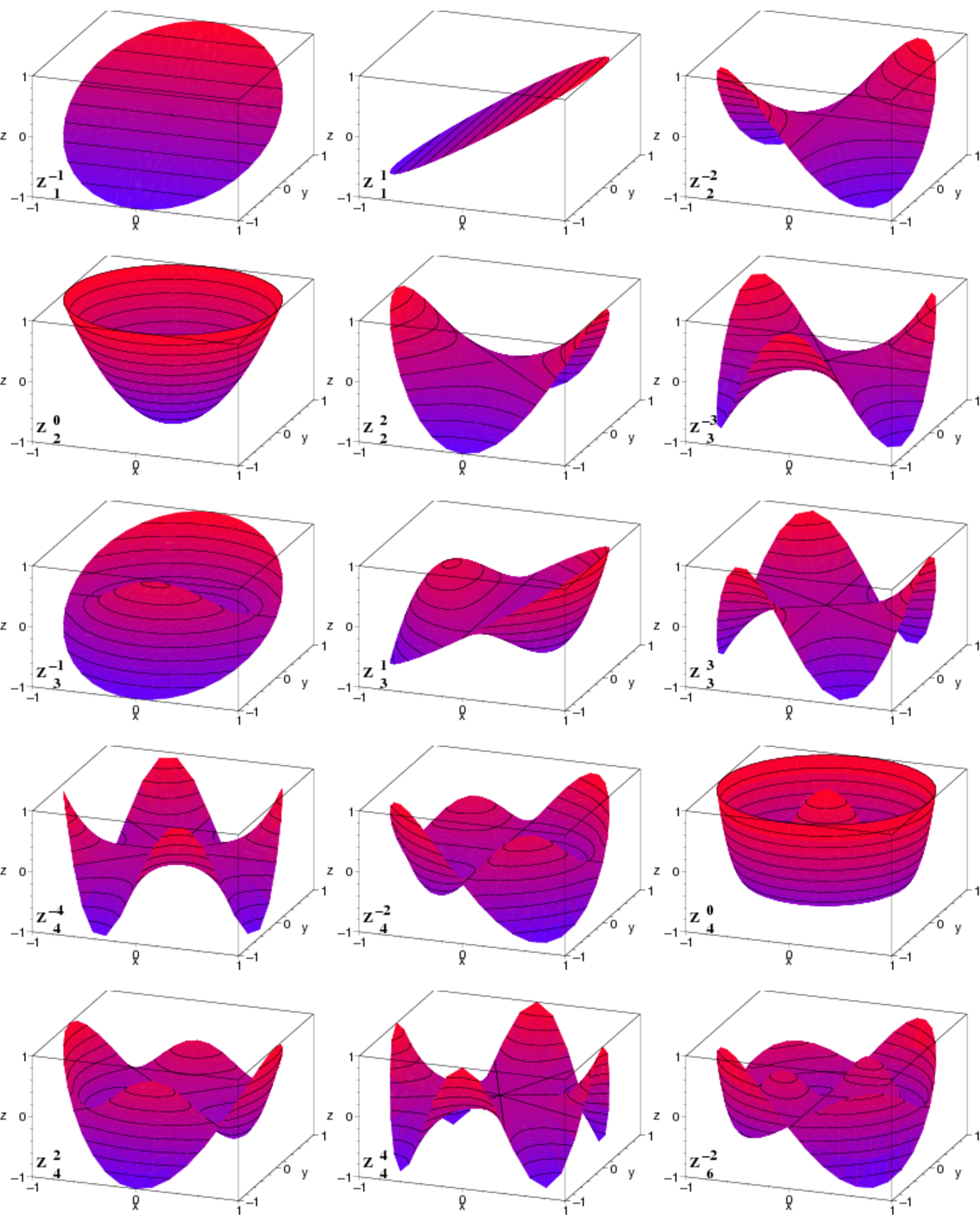
Zernike-Polynome:
,,,
,.

Die Zernike-Polynome sind nach Frits Zernike benannte orthogonale Polynome und spielen insbesondere in der Wellenoptik eine wichtige Rolle. Es gibt gerade und ungerade Zernike-Polynome.

Die geraden Zernike-Polynome sind definiert durch:
{\displaystyle Z_{n}^{+m}(\rho ,\phi )=R_{n}^{m}(\rho )\,\cos m\phi }
und die ungeraden durch
{\displaystyle Z_{n}^{-m}(\rho ,\phi )=R_{n}^{m}(\rho )\,\sin m\phi ,}
wobei {\displaystyle m} und {\displaystyle n} nichtnegative ganze Zahlen mit {\displaystyle m\leq n} sind. {\displaystyle \phi } ist der azimutale Winkel und {\displaystyle \rho } ist der normierte radiale Abstand.
Die Radialpolynome {\displaystyle R_{n}^{m}} sind definiert gemäß
{\displaystyle R_{n}^{m}(\rho )=\!\sum _{k=0}^{(n-m)/2}\!\!\!{\frac {(-1)^{k}\,(n-k)!}{k!\,((n+m)/2-k)!\,((n-m)/2-k)!}}\;\rho ^{n-2\,k}},
wenn {\displaystyle n-m} gerade ist und {\displaystyle R_{n}^{m}(\rho )=0}, wenn {\displaystyle n-m} ungerade ist.
Häufig werden sie zu {\displaystyle R_{n}^{m}(1)=1} normiert.

## Eigenschaften
Zernike-Polynome sind ein Produkt eines radiusabhängigen Teils {\displaystyle R_{n}^{m}} und eines winkelabhängigen Teils {\displaystyle G^{m}}:
{\displaystyle Z_{n}^{\pm m}(\rho ,\phi )=R_{n}^{m}(\rho )\cdot G^{m}(\phi )\!.}
[Für Puristen sei darauf hingewiesen, dass in der Physik und Optik diese Funktionen zweier Argumente als Polynome bezeichnet werden, aber je nach Anwendung auch nur der Radialanteil, also die sinus-cosinus-förmigen Azimuth-Funktionen als zu trivial angesehen werden, um eine Namenserweiterung wie zum Beispiel auf Zernike-Funktionen zu bewirken.]
Eine Rotation des Koordinatensystems um den Winkel {\displaystyle \alpha =2\pi /m} ändert den Wert des Polynoms nicht:
{\displaystyle G^{m}(\phi +\alpha )=G^{m}(\phi )\!.}
Der radiusabhängige Teil ist ein Polynom über {\displaystyle \rho } vom Grad {\displaystyle n}, welches keine Potenz kleiner {\displaystyle m} enthält. {\displaystyle R_{n}^{m}} ist eine gerade (ungerade) Funktion, wenn {\displaystyle m} gerade (ungerade) ist.
Der radiusabhängige Teil stellt einen Spezialfall der Jacobi-Polynome {\displaystyle P_{n}^{(\alpha ,\beta )}(z)} dar.
{\displaystyle R_{n}^{m}(\rho )=(-1)^{(n-m)/2}\rho ^{m}P_{(n-m)/2}^{(m,0)}(1-2\rho ^{2})}

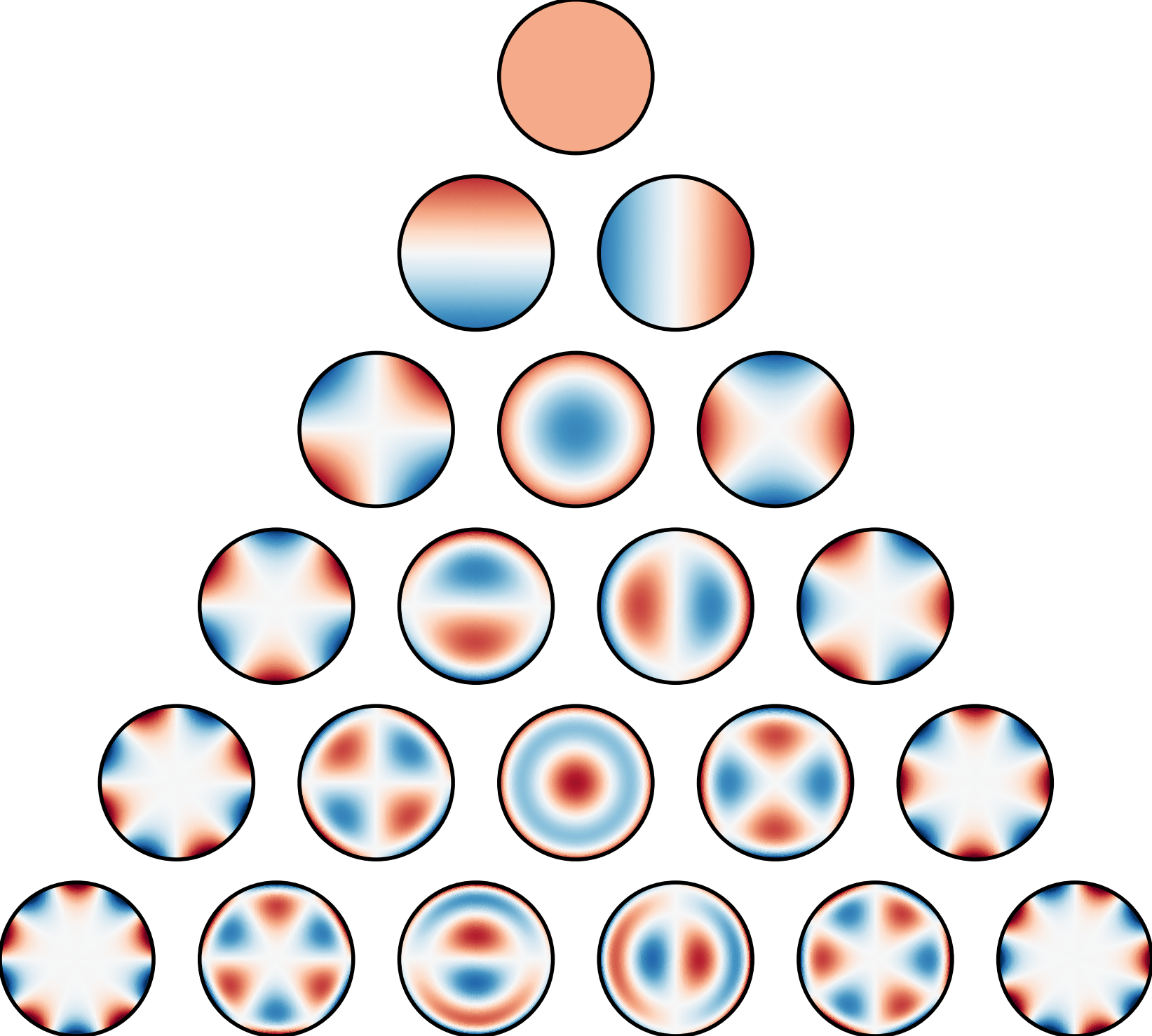
Zernike-Polynome

Die Reihe der radiusabhängigen Polynome beginnt mit
{\displaystyle R_{0}^{0}(\rho )=1}
{\displaystyle R_{1}^{1}(\rho )=\rho }
{\displaystyle R_{2}^{0}(\rho )=2\rho ^{2}-1}
{\displaystyle R_{2}^{2}(\rho )=\rho ^{2}}
{\displaystyle R_{3}^{1}(\rho )=3\rho ^{3}-2\rho }
{\displaystyle R_{3}^{3}(\rho )=\rho ^{3}}
{\displaystyle R_{4}^{0}(\rho )=6\rho ^{4}-6\rho ^{2}+1}
{\displaystyle R_{4}^{2}(\rho )=4\rho ^{4}-3\rho ^{2}}
{\displaystyle R_{4}^{4}(\rho )=\rho ^{4}}
{\displaystyle R_{5}^{1}(\rho )=10\rho ^{5}-12\rho ^{3}+3\rho }
{\displaystyle R_{5}^{3}(\rho )=5\rho ^{5}-4\rho ^{3}}
{\displaystyle R_{5}^{5}(\rho )=\rho ^{5}}
{\displaystyle R_{6}^{0}(\rho )=20\rho ^{6}-30\rho ^{4}+12\rho ^{2}-1}
Allgemein ist {\displaystyle R_{n}^{n}(\rho )=\rho ^{n}.}

## Anwendungen
In der Optik werden Zernike-Polynome benutzt, um Abbildungsfehler optischer Systeme quantitativ zu erfassen. Dies findet zum Beispiel in der adaptiven Optik Anwendung.
Seit einigen Jahren ist die Verwendung der Zernike-Polynome auch in der Optometrie und Augenheilkunde üblich. Hier führen Abweichungen der Cornea beziehungsweise der Linse von der idealen Form zu Abbildungsfehlern.